# Санту-Антоніу (район Ресіфі)
Санту-Антоніу (порт. Santo Antônio) — район міста Ресіфі, штат Пернамбуку, Бразилія, розташований на острові Антоніу-Ваз; частина історичного центру міста. Сан-Антоніу межує з районом Сан-Жозе та сполучений мостами з районами Вон-Віста, Коельюс, Санту-Амару і Ресіфі.

## Ресурси Інтернету
- Мапа району
- Santo Antônio (bairro, Recife) [Архівовано 5 травня 2010 у Wayback Machine.] Bibliotecária da Fundação Joaquim Nabuco

| Бразилія | Це незавершена стаття з географії Бразилії. Ви можете допомогти проєкту, виправивши або дописавши її. |